# ペートゥル・ブロンダル
ペートゥル・ハラルドソン・ブロンダル（アイスランド語: Pétur Haraldsson Blöndal 原語の発音；ピェトゥル・ハラルドッソン・ブロンダル、1944年6月24日 - 2015年6月26日）は、アイスランドの政治家。